# کی‌تی‌ام

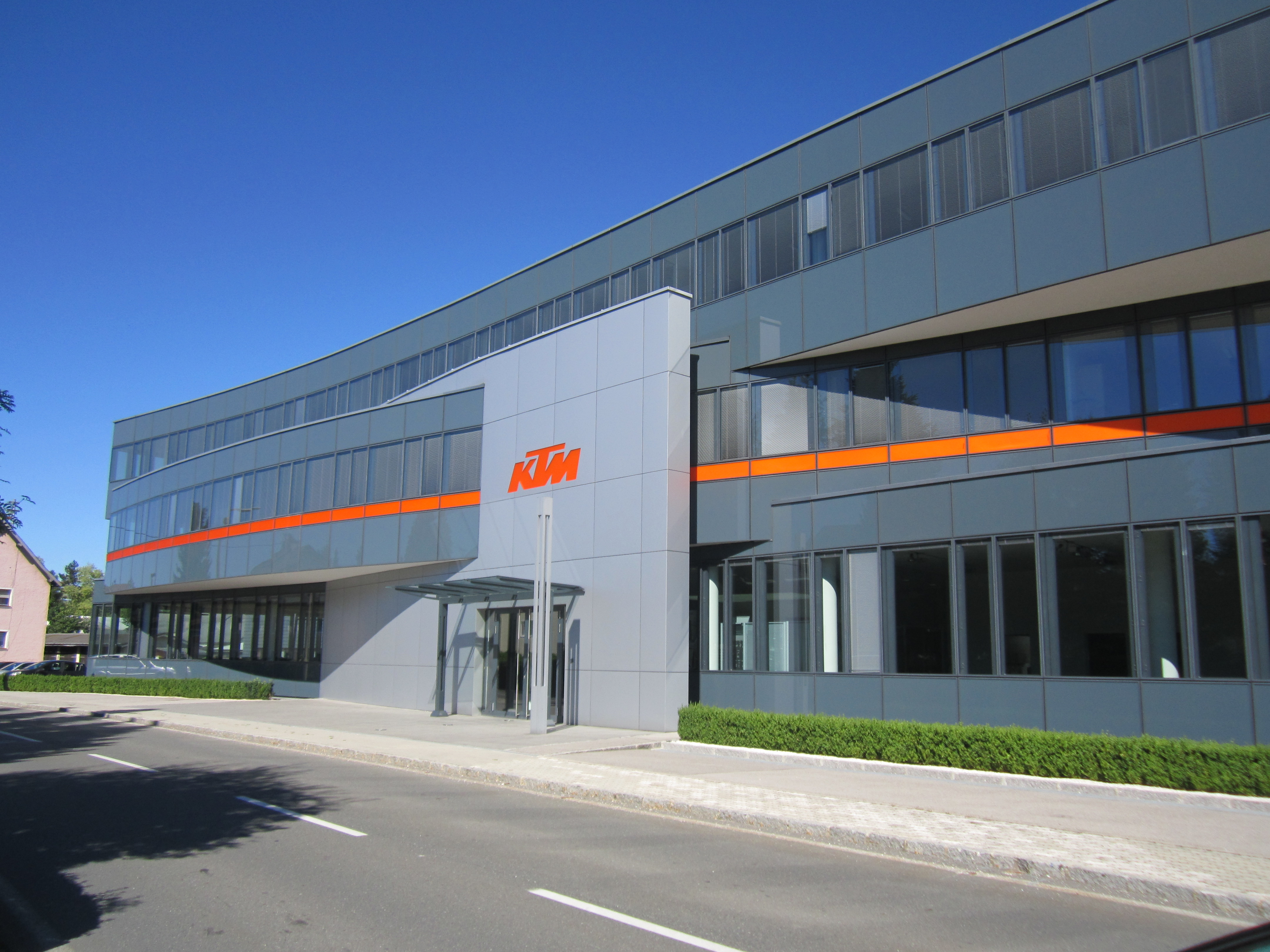
ساختمان مرکزی کی‌تی‌ام

کی‌تی‌ام (به انگلیسی: KTM) شرکت موتورسیکلت‌سازی و دوچرخه‌سازی اتریشی است، که در سال ۱۹۳۴ توسط هانس ترانکنپولز راه‌اندازی شد و در حال حاضر دارای تخصص در حوزه‌های طراحی و ساخت موتورسیکلت، خودروی همه‌جارو، خودروهای اسپورت و دوچرخه می‌باشد.

## بازار ایران
دوچرخه‌های این برند در ایران نیز موجود است. تنوع زیادی از محصولات شرکت کی‌تی‌ام در ایران وجود دارد از موتورهای محبوب ابن شرکت می‌توان به مدل دوک اشاره کرد.
دفتر مرکزی شرکت کی‌تی‌ام در شهر ماتیگهوفن، اتریش و همچنین دفتر شرکت فستوس نماینده انحصاری دوچرخه کی‌تی‌ام در ایران نیز در شهر تهران قرار دارد. از تولیدات این شرکت می‌توان به کاتی‌ام ایکس بو اشاره کرد.
برخی مدل‌های کی تی ام در بازار ایران:
- کی تی ام 1190 RC8 R آر.سی‌.بی
- کی تی ام RC KTM RC 200
- کی تی ام  1290 KTM سوپر دوک
- کی تی ام Duke 200 KTM (کی‌تی‌ام ۲۰۰)
- کی تی ام RC 250 ABS KTM آر سی
- کی تی ام DUKE 390 ABS KTM (کی‌تی‌ام ۳۹۰ دوک)
- کی تی ام Duke 250 KTM (کی‌تی‌ام ۲۵۰ اف‌آر.آر)
- کی تی ام Duke 125 KTM (کی‌تی‌ام ۱۲۵اف‌آر.آر)
- کی تی ام EXC 250 SIX DAYS KTM ای‌ایکس‌سی
- کی تی ام EXC-F 500 KTM (کی‌تی‌ام ۶۹۰ دوک)
- کی تی ام EXC-F 250 KTM
- کی تی ام 1190 R KTM ادوتچر
- کی تی ام SX-F 250 KTM اس‌.ایکس
- کی تی ام SX-F 390 KTM
- کی تی ام SX-F 450 KTM (کی‌تی‌ام ۴۵۰)